# Wesołe łotrzyki
Wesołe łotrzyki (ang. Help! I'm a Teenage Outlaw, 2004–2006) – brytyjski serial komediowy stworzony przez Andy'ego Wattsa i Holly Lyons. Wyprodukowany przez 20th Century Fox.
Jego światowa premiera odbyła się 22 października 2004 roku na kanale ITV. Ostatni odcinek został wyemitowany 2 maja 2006 roku. W Polsce serial nadawany był na kanale TVP1.

## Opis fabuły
Akcja serialu rozgrywa się w roku 1742 w czasie wojny domowej w Anglii i Walii. Tom i jego gang przeżywają niezwykłe przygody i starają się być najlepszymi bandytami na świecie.

## Obsada
- Lucinda Dryzek jako Lady Devereux / DeeDee
- Benjamin Smith jako Tom / Swiftnick
- Eliot Otis Walters jako Moses
- Brian Hibbard jako Sir John
- Steve O'Donnell jako kapitan Watt
- Mattew Curtis jako tester żywności
- George Pearcy jako Giles

i inni

## Spis odcinków
| N/o            | Polski tytuł             | Angielski tytuł |
| -------------- | ------------------------ | --------------- |
|                |                          |                 |
| SERIA PIERWSZA |                          |                 |
|                |                          |                 |
| 01             | Eksmisja                 | Evicted         |
|                |                          |                 |
| 02             | Porwanie                 | Kidnapped       |
|                |                          |                 |
| 03             | Przepowiednia            | Betrayed        |
|                |                          |                 |
| 04             | Oszuści                  | Fakes           |
|                |                          |                 |
| 05             | Łowca złodziei           | Thief Taker     |
|                |                          |                 |
| 06             | Walentynki               | Valentine       |
|                |                          |                 |
| SERIA DRUGA    |                          |                 |
|                |                          |                 |
| 07             | Czysta tortura           | Sheer Torture   |
|                |                          |                 |
| 08             | Spodnie                  | Pants           |
|                |                          |                 |
| 09             | W pułapce                | Locked In       |
|                |                          |                 |
| 10             | Prima Aprilis            | Fool's Gold     |
|                |                          |                 |
| 11             | Rytualna świnia          | Swine Fever     |
|                |                          |                 |
| 12             | Nowy przywódca łotrzyków | The New Guy     |
|                |                          |                 |
| 13             | Miłość boli              | Love Hurts      |
|                |                          |                 |